# تشاك سميث
تشاك سميث (بالإنجليزية: Chuck Smith)‏ هو مقدم برامج إذاعية أمريكي، ولد في 21 ديسمبر 1969 في أثينا في الولايات المتحدة.

## وصلات خارجية
- الموقع الرسمي
- تشاك سميث على موقع مرجع كرة القدم المحترفة.كوم (الإنجليزية)